# Шрётер, Кристоф Готлиб
Кристоф Готлиб Шрётер (нем. Christoph Gottlieb Schröter; 10 августа 1699, Хонштайн — 20 мая 1782, Нордхаузен) — немецкий теоретик музыки, композитор и органист.

## Биография
Кристоф Готлиб Шрётер начиная с 1706 года пел в Дрездене в хоре мальчиков. В 1717 году поступил в Лейпцигский университет на факультет богословия, но через год прервал занятия и нанялся секретарём к богатому дворянину, сопровождая его в поездках в Англию и Голландию. В дальнейшем учился музыке в Йене, в 1726 году занял пост органиста в Миндене, а с 1732 года работал органистом в Нордхаузене.
Шрётер написал достаточно много церковной музыки — органной и хоровой, однако значительная часть его произведений погибла во время Семилетней войны. Ему принадлежит также ряд статей, в том числе «О необходимости математики для основательного изучения музыкальной композиции» (нем. Die Nothwendigkeit der Mathematik bey gründlicher Erlernung der musicalischen Composition).
В 1717 году 18-летний Шрётер независимо от Бартоломео Кристофори изобрёл фортепианную механику. Ему не удалось заинтересовать своим изобретением богатых людей, но его соображениями, изложенными в статье «Обстоятельное описание новоизобретённого клавишного инструмента» (нем. Umständliche Beschreibung eines neuerfundenen Clavierinstruments), пользовался в своей работе по усовершенствованию фортепиано Иоганн Готфрид Зильберман.